# Titularbistum Thuburbo Minus
Thuburbo Minus (ital.: Tuburbo Minore) ist ein Titularbistum der römisch-katholischen Kirche.
Es geht zurück auf einen untergegangenen Bischofssitz in der gleichnamigen antiken Stadt Thuburbo Minus, die in der römischen Provinz Africa proconsularis (heute nördliches Tunesien) lag. Der Bischofssitz war der Kirchenprovinz Karthago zugeordnet.
| Titularbischöfe von Thuburbo Minus |                               |                                                           |                   |                    |
| Nr.                                | Name                          | Amt                                                       | von               | bis                |
| 1                                  | Jules-Étienne Gazaniol        | Weihbischof in Karthago (Französisch-Nordafrika)          | 26. Februar 1892  | 3. Dezember 1896   |
| 2                                  | François Gerboin MAfr         | Apostolischer Vikar von Unianyembé (Deutsch-Ostafrika)    | 28. Januar 1897   | 27. Juni 1912      |
| 3                                  | Étienne-Benoît Larue MAfr     | Apostolischer Vikar von Kasama (Nordrhodesien)            | 28. Januar 1913   | 5. Oktober 1935    |
| 4                                  | Xavier Ferdinand J. Thoyer SJ | Apostolischer Vikar von Fianarantsoa (Madagaskar)         | 23. Dezember 1936 | 14. September 1955 |
| 5                                  | Cesare Marie Guerrero         | emeritierter Bischof von San Fernando (Philippinen)       | 14. März 1957     | 28. März 1961      |
| 6                                  | William John McNaughton MM    | Apostolischer Vikar von Incheon (Südkorea)                | 6. Juni 1961      | 10. März 1962      |
| 7                                  | Nicholas Grimley SMA          | Apostolischer Vikar von Cape Palmas (Liberia)             | 7. Mai 1962       | 9. Juni 1995       |
| 8                                  | Antonio Pepito Palang SVD     | Apostolischer Vikar von San Jose in Mindoro (Philippinen) | 25. März 2002     | 21. April 2021     |
| 9                                  | Godfrey Jackson Mwasekaga     | Weihbischof in Mbeya (Tansania)                           | 9. März 2024      |                    |